# Eucera cinnamomea
Eucera cinnamomea is een bij uit de familie bijen en hommels (Apidae). De wetenschappelijke naam van de soort is voor het eerst geldig gepubliceerd in 1935 door Johann Dietrich Alfken.